# 本寨镇
本寨镇，是中华人民共和国贵州省安顺市镇宁布依族苗族自治县下辖的一个乡镇级行政单位。
2016年1月14日，贵州省人民政府批复同意镇宁自治县部分乡镇行政区划调整，撤销本寨乡建制，设置本寨镇，撤乡设镇后行政区域和政府驻地不变。

## 行政区划
本寨镇下辖以下地区：
本寨村、跳花村、龙井村、红坪村、炳云村、关山村、张家坝村、陆国村、岩下村、鱼凹村、磨裸村、台榜村、卡阳村、梁家湾村、通硐村、蜂塘村、大云村、奋箕冲村和洋金村。